# Хазил, Франц
Франц Хазил (нем. Franz Hasil; 28 июля 1944, Вена) — австрийский футболист, полузащитник.

## Ранние годы
Франц Хазил родился 28 июля 1944 года в Вене и начал играть в футбол в молодёжной команде местного «Рапида».

## Карьера

### Клубная
В 1962 году он попал в основную команду венского клуба, где он играл до 1968 года. С этим клубом он трижды становился чемпионом Австрии и один раз завоевал кубок страны.
После этого он переходит в немецкий клуб «Шальке 04», где он проведёт один сезон переходом в нидерландский «Фейеноорд».
С «Фейеноордом» Франц один раз становился чемпионом страны, а также победил в Кубке европейских чемпионов 1969/1970 годов.
В 1973 году Франц Хазил возвращается в Австрию, где он проводит четыре сезона за клуб «Аустрия Клагенфурт» и ещё один в «Фёрст», в составе которого он завершит карьеру игрока в 1978 году.

### Сборная
Хак играл за сборную Австрии с 1963 по 1974 годы. За эти годы он сыграл в более чем двадцати матчах команды, в которых он забил два гола.

## Достижения
«Рапид»
- Чемпион Австрии: 1963/64, 1966/67, 1967/68
- Обладатель Кубка Австрии: 1967/68

 «Фейеноорд»
- Обладатель Кубка европейских чемпионов: 1969/70
- Обладатель Межконтинентального кубка: 1970
- Чемпион Нидерландов: 1970/71